# Way to Pekin
Way to Pekin (deutsch Weg nach Peking) war ein Radrennen in Russland. Die kleine Rundfahrt führte in acht Etappen durch die Region Transbaikalien und deren Hauptstadt Tschita. Das Rennen wurde 2006 zum ersten Mal ausgetragen und hat die Kategorie 2.2. 2007 war es Teil der UCI Europe Tour, 2008 der UCI Asia Tour.

## Sieger
- 2008  Sergei Firsanow
- 2007  Alexei Kunschin
- 2006  Alexander Jerofejew